# David Greenwalt
David Greenwalt (* 16. října 1949 Los Angeles, Kalifornie) je americký televizní producent, režisér a scenárista.
Jako režisér epizod televizních seriálů působil od 80. let 20. století. Scenáristicky se podílel například na seriálech Báječná léta (1991–1992) či The Commish (1993–1995). Byl výkonným producentem krátce existujících seriálů Profit (1996–1997), Zázraky (2003), Jake 2.0 (2003–2004) a Unesený (2006–2007), jejichž některé díly také napsal a režíroval. Na přelomu 20. a 21. století spolupracoval s Jossem Whedonem, nejprve jako scenárista, režisér a výkonný producent seriálu Buffy, přemožitelka upírů (1997–1999). V letech 1999–2004 působil na stejných pozicích u navazujícího seriálu Angel, který spolu s Whedonem vytvořili. Producentsky se podílel také na seriálech Vetřelci z hlubin (2005–2006) a Heuréka – město divů (2006) a Ochrana svědků (2010), v letech 2011–2017 pracoval jako výkonný producent a scenárista na seriálu Grimm, jehož je spoluautorem.